# IC 3987
IC 3987 је елиптична галаксија у сазвјежђу Ловачки пси која се налази на листи објеката дубоког неба у Индекс каталогу.
Деклинација објекта је + 38° 44' 2" а ректасцензија 12h 59m 25,0s. Привидна величина (магнитуда) објекта IC 3987 износи 14,6 а фотографска магнитуда 15,6. IC 3987 је још познат и под ознакама NPM1G +39.0306, PGC 2135098.